# 基姆莱
基姆莱，是匈牙利杰尔-莫雄-肖普朗州所辖的一个村。总面积37.27平方公里，总人口2149，人口密度57.7人/平方公里（2011年1月1日）。